# Djalal Abderahim
Djalal Abderahim (* 1917 in Am Timan, Französisch-Äquatorialafrika) ist ein tschadischer Politiker.

## Leben
Djalal Abderahim war als Kaufmann in N’Djamena tätig und ein frühes Mitglied der konservativen Demokratischen Union des Tschad UDT (Union Démocratique du Tchad), für die er sich zunächst ohne Erfolg für ein Mandat in der damaligen Territorialversammlung des Tschad bewarb. Mitte der 1950er Jahre wurde er Schatzmeister der Tschadischen Sozialen Aktion AST (Action sociale tchadienne) und im März 1957 zum Mitglied der damaligen Territorialversammlung gewählt, in der er die Region Batha vertrat. Kurz darauf trat er der Faktion, die zur Gruppierung von tschadischen Unabhängigen und Landbewohnern GIRT (Groupement des Indépendents et Ruraux Tchadiens), welche die Zusammenarbeit mit Premierminister Gabriel Lisette und dessen Tschadische Fortschrittspartei PPT (Parti Progressiste Tchadien) favorisierte. Im Dezember 1958 trat er in die provisorische Regierung von Premierminister Lisette ein und übernahm den Posten als Minister für Planung und Tourismus. 1959 wurde er wieder zum Mitglied der Territorialversammlung gewählt und fungierte in dieser als Vorsitzender des Wirtschaftsausschusses sowie später als Vizepräsident der Territorialversammlung. In darauf folgenden provisorischen Regierungen von Gontchomé Sahoulba, Ahmad Koulamallah und François Tombalbaye fungierte er als Minister für Zusammenarbeit, nachdem er zuvor offiziell zur PPT gewechselt war.
Im August 1960 verlor Abderahim nach der Ablösung von Lisette als PPT-Vorsitzender durch François Tombalbaye sein Ministeramt, blieb aber Vizepräsident und Mitglied der jetzigen Nationalversammlung. Er stimmte mit vielen hochrangigen Politikern aus dem Norden wie Abo Nassour, Adoun Tchere, Baba Hassane und Aliso Kosso stimmten der Bestimmung des Einparteienstaates zu. Im November 1965 brach er jedoch mit dem Regime des nunmehrigen Staatspräsidenten Tombalbaye und wurde wegen angeblicher Umsturzversuche verhaftet. Nachdem er im Juni 1970 von Staatspräsident Tombalbaye amnestiert worden war, zog er sich jedoch aus dem politischen Leben zurück.